# Хор (река)
Хор (удэг. Xū) — река на Дальнем Востоке России, в районе имени Лазо Хабаровского края, один из наиболее крупных притоков реки Уссури. Длина — 453 км, площадь бассейна — 24 700 км².
Берёт начало на западных склонах Сихотэ-Алиня и в 10 км ниже посёлка Хор впадает в реку Уссури.
Основные притоки: Матай, Катэн, Кафэн, Чукен, Черенай, Чуи, Сукпай, Кабули, Туломи.
В летнее время часты паводки, вызываемые интенсивными продолжительными дождями.

## Населённые пункты у реки
От истока к устью:
- исток
- Сукпай (п. б.)
- Среднехорский (п. б.)
- Гвасюги (п. б.)
- Кутузовка (п. б.)
- Третий Сплавной Участок (п. б.)
- Бичевая (п. б.)
- Кия (п. б.)
- Каменец-Подольск (л. б.)
- Второй Сплавной Участок (п. б.)
- Васильевка (п. б.)
- Святогорье (л. б.)
- База Дрофа (п. б.)
- Дрофа (п. б.)
- Посёлок Хор (п. б.)
- Кондратьевка (л. б.)
- Новостройка (л. б.)
- Хака (л. б.)
- устье

## Интересные факты
- В Хабаровском крае есть река Подхорёнок, протекает в нескольких километрах южнее реки Хор.
- В годы больших наводнений река Хор разливается насто́лько, что её воды соединяются с водами разлившейся реки Кия (протекает севернее).
- По реке Хор производился лесосплав (прекращён), отсюда и названия населённых пунктов: Второй Сплавной Участок, Третий Сплавной Участок.

## Галерея

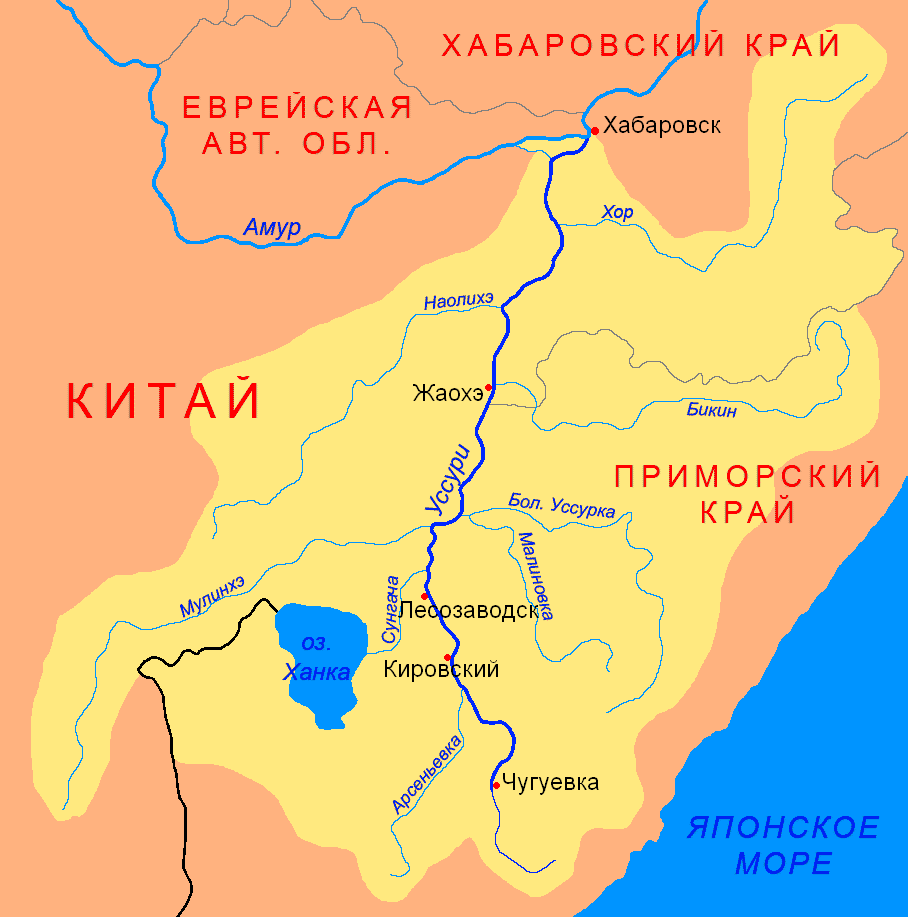
Бассейн Уссури
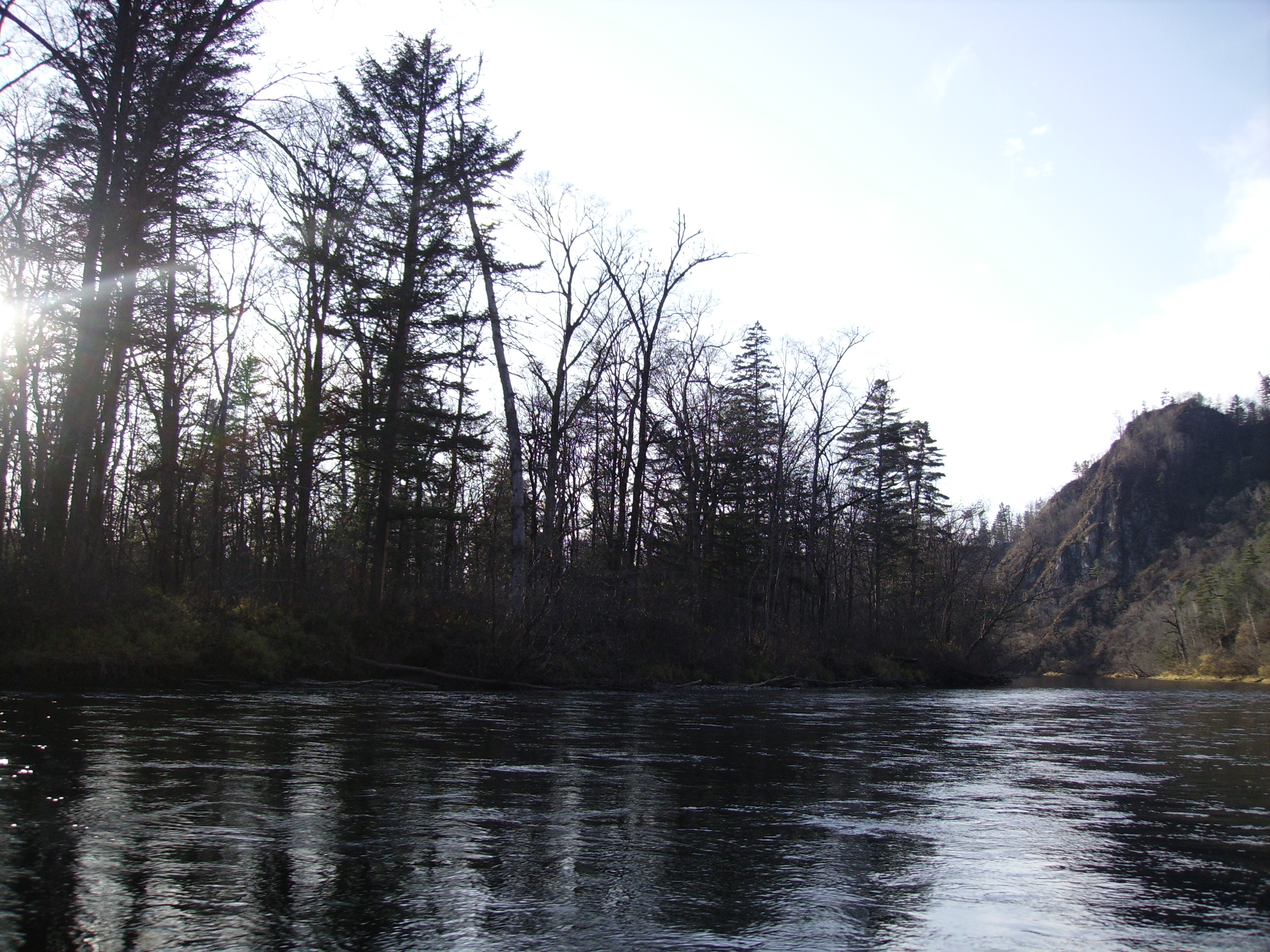
Утёс (у села Бичевая)
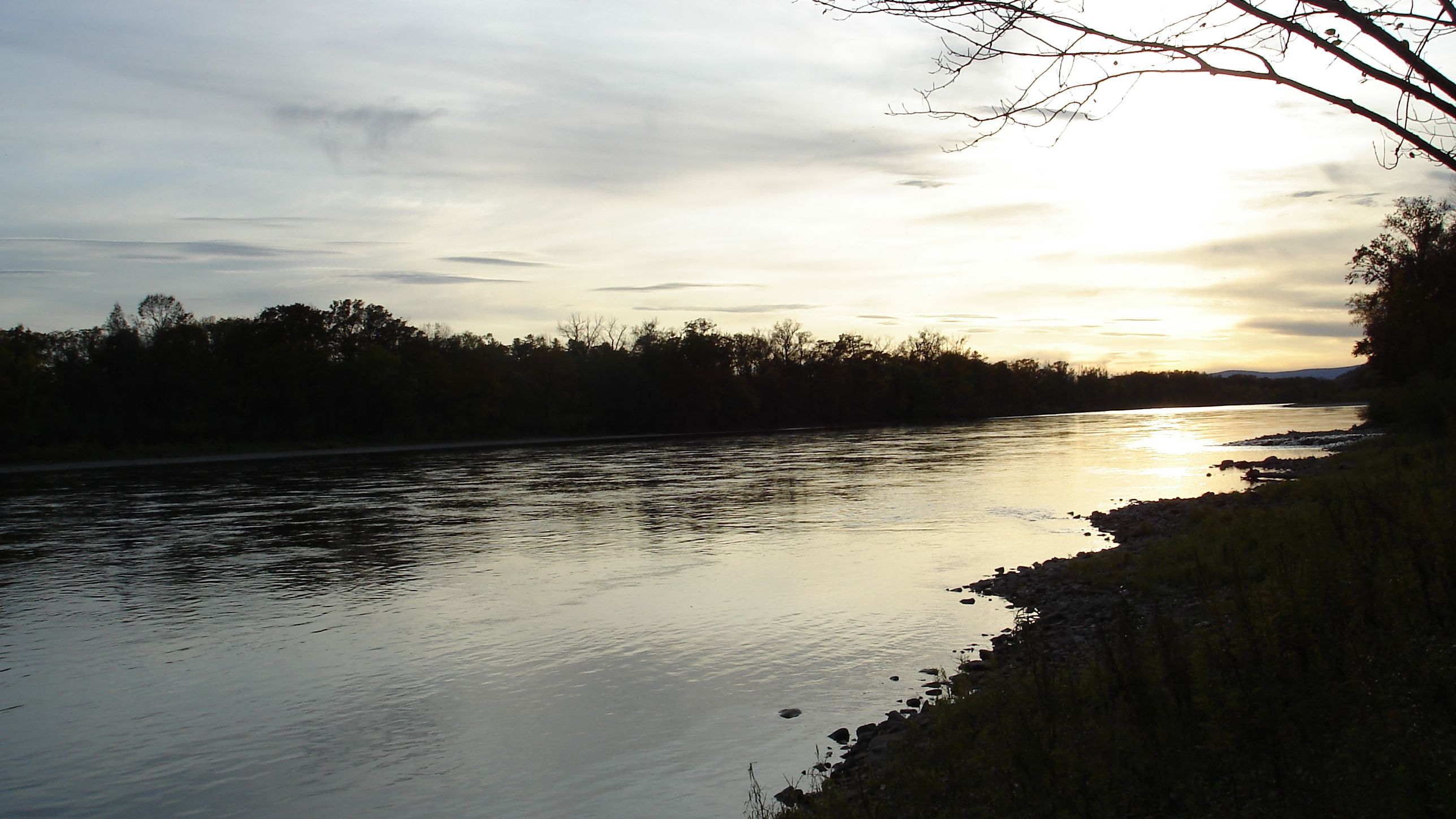
Наступил вечер (у села Бичевая)
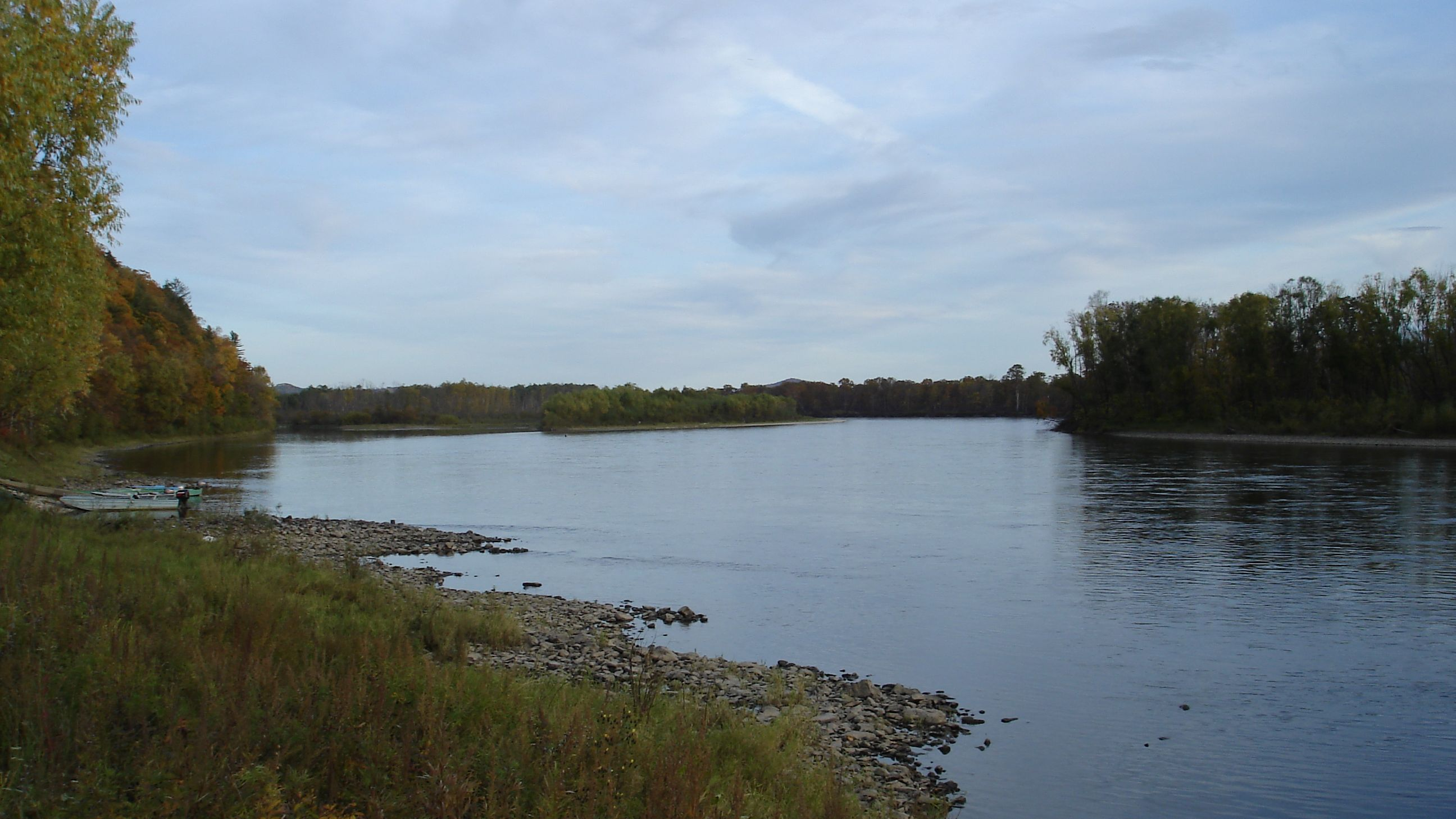
Рыбацкие лодки на реке (у села Бичевая)